# Elstree and Borehamwood
Elstree and Borehamwood är en civil parish i Storbritannien.   Den ligger i grevskapet Hertfordshire och riksdelen England, i den södra delen av landet, 20 km nordväst om huvudstaden London.